# Dekanat władywostocki
Dekanat władywostocki (ros. Владивостокский Деканат) – rzymskokatolicki dekanat diecezji Świętego Józefa w Irkucku, w Rosji. W jego skład wchodzi 7 parafii.
Dekanat obejmuje:
- obwód amurski – 2 parafie
- kraj Chabarowski – 1 parafia
- kraj Nadmorski – 4 parafie
- Żydowski Obwód Autonomiczny – 0 parafii

## Parafie dekanatu władywostockiego
- Błagowieszczeńsk – parafia Przemienienia Pańskiego
- Chabarowsk – parafia Niepokalanego Poczęcia NMP
- Nachodka – parafia NMP Pacyficznej
- Romanowka – parafia Trójcy Świętej
- Swobodny – parafia Miłosierdzia Bożego (obsługiwana przez księdza z Błagowieszczeńska)
- Ussuryjsk – parafia Bożego Narodzenia
- Władywostok – parafia Najświętszej Maryi Panny